# アムブジャ・セメント
アムブジャ・セメント（英語：Ambuja Cements Limited）は、インドマハーラーシュトラ州ムンバイに本社を置くセメント製造会社。かつてはグジャラート・アムブジャ・セメントが社名であった。

## 概要
事業については子会社を通じての投資や金融サービス、セメントや硬質レンガ製品の製造、不動産開発や建設事業も手がけている。セメント生産については年間1,250万トンの製造量で、インド国内におけるセメント製造会社としては第3位に位置している。
1999年にはACCの株式を14％購入し、その後ホルシムと提携強化を図り、ACCの株式を両者で35％保有し関係を強化している。
主要生産施設としてはチャンドラプル（en:Chandrapur）、マハラシュトラ州、グジャラート州アムプジャに製造プラントが所在している。